# McGregor Range (Antartide)
Il McGregor Range è una catena montuosa antartica, lunga 21 km, situata nel settore centro-meridionale dei Monti dell'Ammiragliato, in Antartide. La catena è interamente contornata da un gruppo di ghiacciai: Ghiacciaio Tucker, Ghiacciaio Leander, Ghiacciaio Fitch e Ghiacciaio Man-o-War.
Il McGregor Range è stato mappato dapprima parzialmente dalla New Zealand Geological Survey Antarctic Expedition (1957–1958) e successivamente in modo più completo dall'United States Geological Survey (USGS) sulla base di rilevazioni e foto aeree scattate dalla U.S. Navy nel periodo 1960-63.
La denominazione è stata assegnata dall'Advisory Committee on Antarctic Names (US-ACAN) in onore di Ronald Kenneth McGregor (1917–2011), comandante delle unità di supporto della U.S. Navy alla Stazione McMurdo nel 1962.